# Evan Gershkovich
Evan Gershkovich (Princeton, 26 oktober 1991) is een Amerikaanse journalist en verslaggever bij The Wall Street Journal, gespecialiseerd in Rusland. Hij werd in maart 2023 door de Russische Federale Veiligheidsdienst gearresteerd op beschuldiging van spionage voor de Verenigde Staten, waarvoor hij in juli 2024 tot 16 jaar gevangenisstraf werd veroordeeld. Dit was voor het eerst sinds het einde van de Koude Oorlog dat een journalist die voor een Amerikaans medium werkte werd gearresteerd op beschuldiging van spionage in Rusland. Het Witte Huis en andere belangengroepen hebben de arrestatie en veroordeling veroordeeld en spraken van een schijnproces.

## Biografie

### Carrière
De ouders van Gershkovich waren Joodse immigranten die zich in 1979 in de Verenigde Staten vestigden nadat ze de Sovjet-Unie hadden verlaten. Evan Gershkovich studeerde filosofie en Engels aan Bowdoin College. Hij werkte vervolgens als journalist voor The New York Times, The Moscow Times, Agence France-Presse en The Wall Street Journal.

### Arrestatie en vrijlating
Op 29 maart 2023 arresteerde de contraspionagedienst van de Russische Federale Veiligheidsdienst Gershkovich in Jekaterinenburg terwijl hij op reportagereis was. Een woordvoerder van het Kremlin stelde dat de journalist op heterdaad was betrapt op spionage voor de Amerikaanse regering. 
Ondanks internationale verontwaardiging verlengde de Russische rechtbank het voorarrest van Gershkovich meermaals. In februari 2024 stelde de Russische president Vladimir Poetin, in een controversieel interview met Tucker Carlson, dat de vrijlating van Gershkovich "geen taboe is".
Op 1 augustus 2024 werd Gershkovich vrijgelaten middels een gevangenenruil.
- Gemeinsame Normdatei: 131874282X
- Virtual International Authority File: 33168445685555941485